# Lista de consulados em Salvador

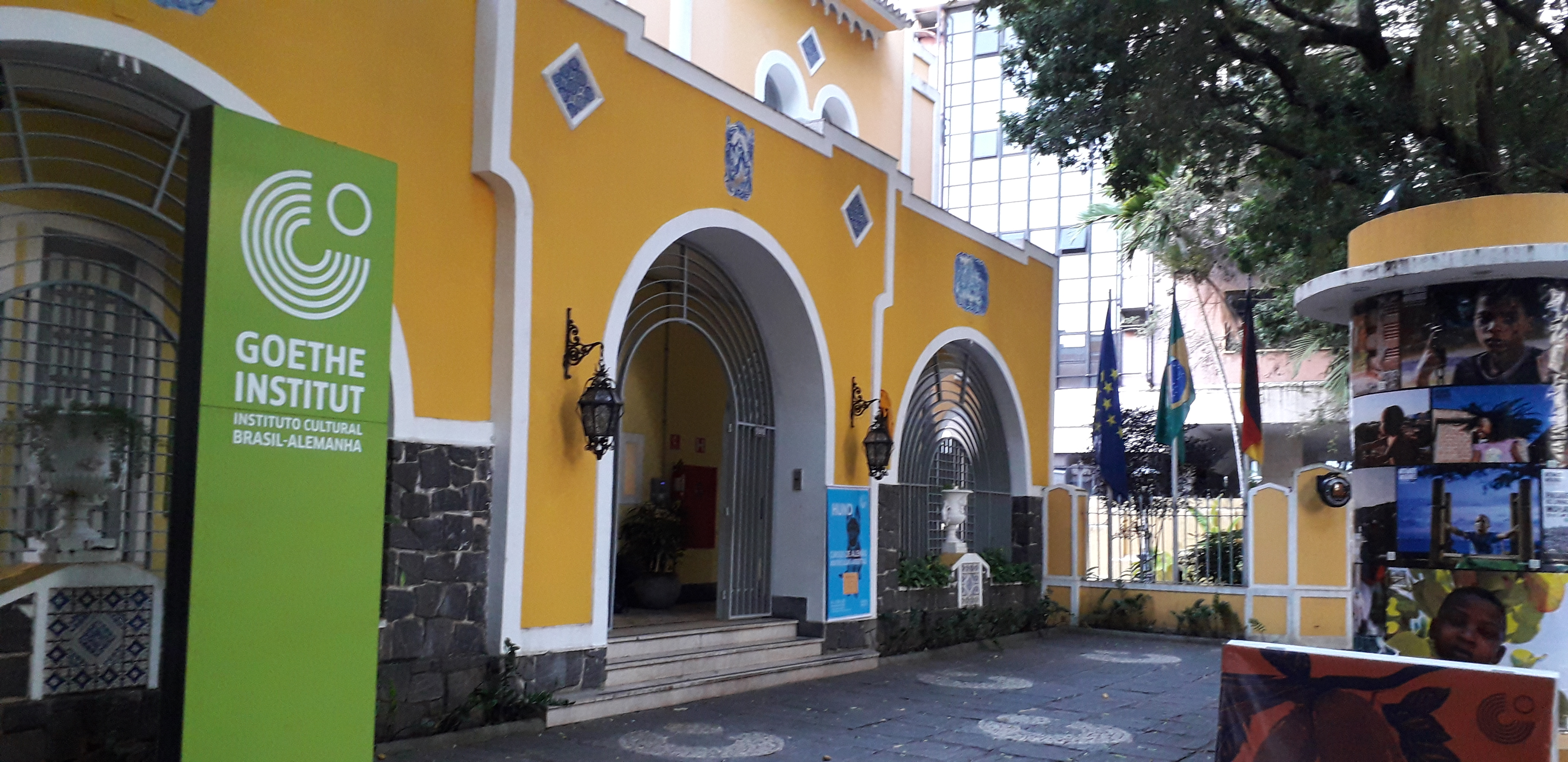
Instituto Goethe de Salvador é também a sede do consulado honorário da Alemanha

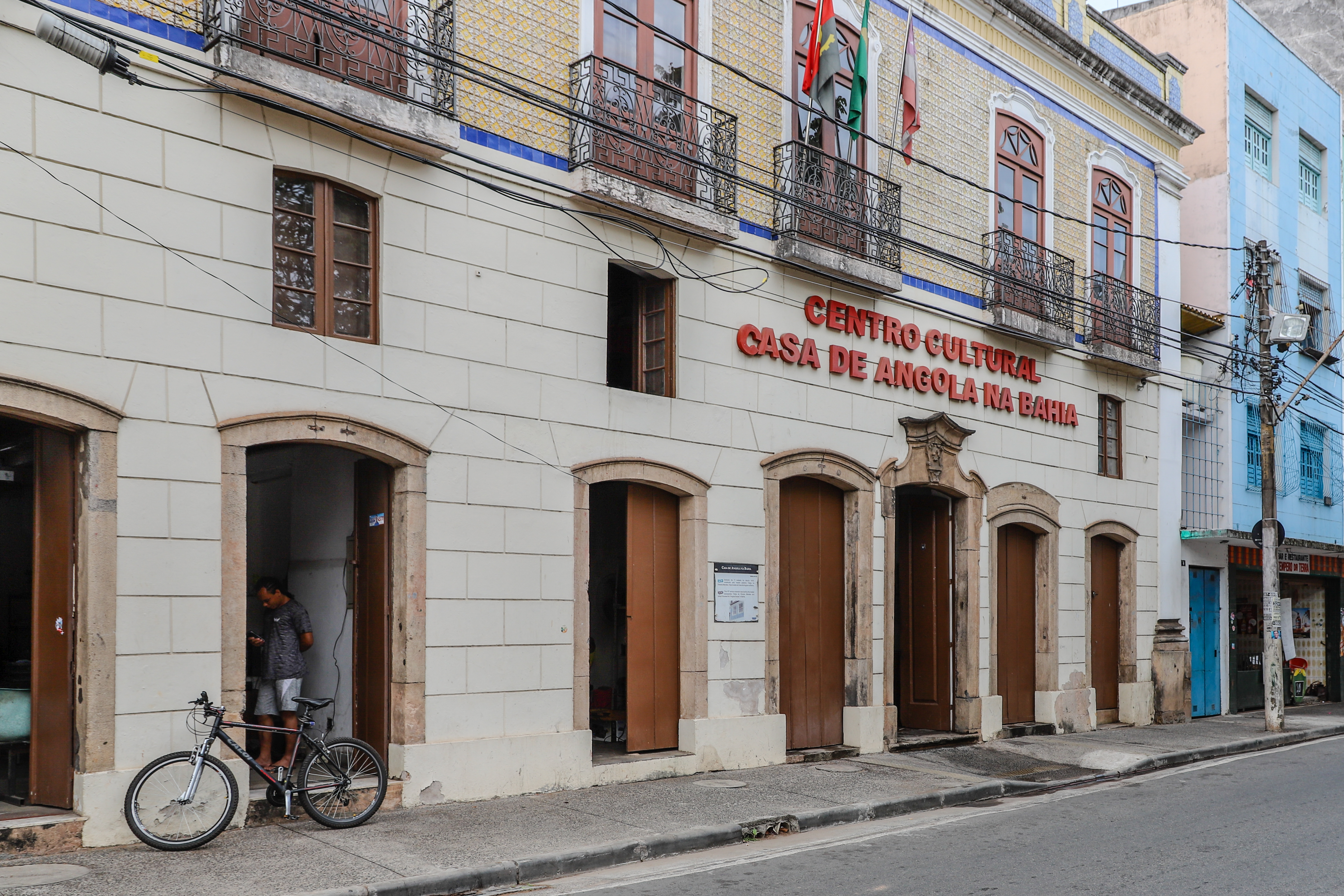
Solar do Gravatá, onde está o Centro Cultural Casa de Angola na Bahia

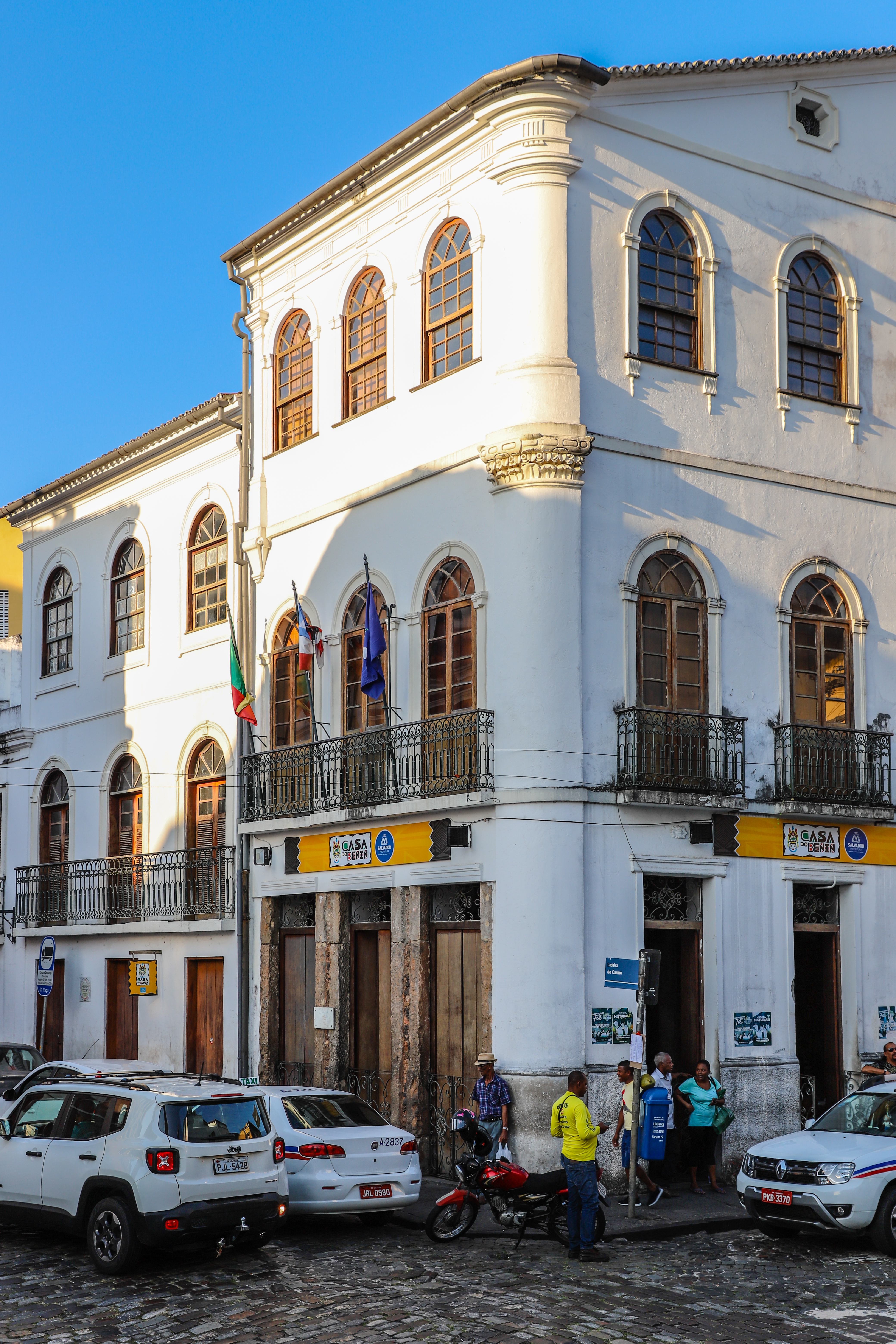
Casa do Benin

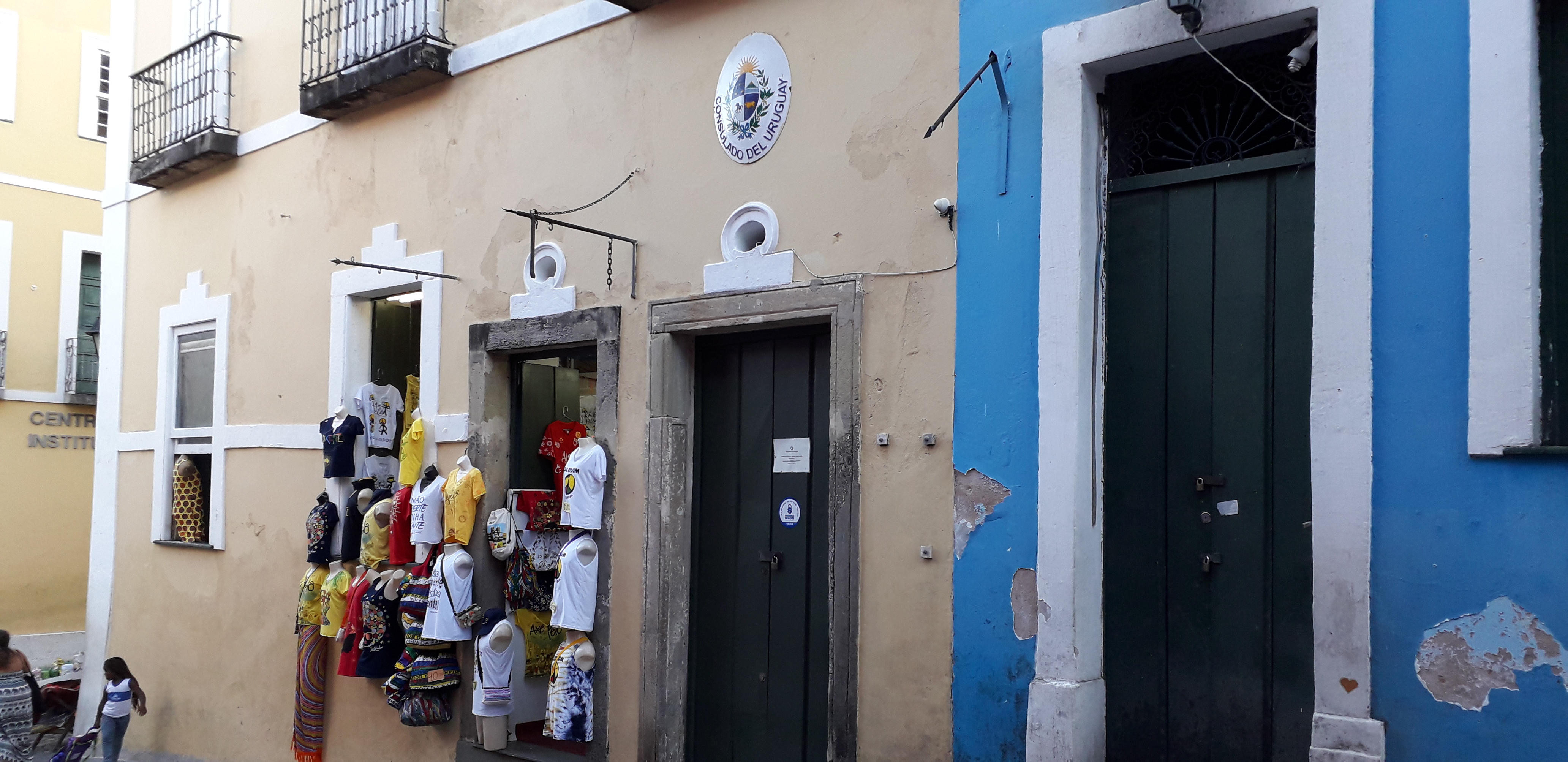
No Centro Histórico, casario rosa do Consulado da República Oriental do Uruguai

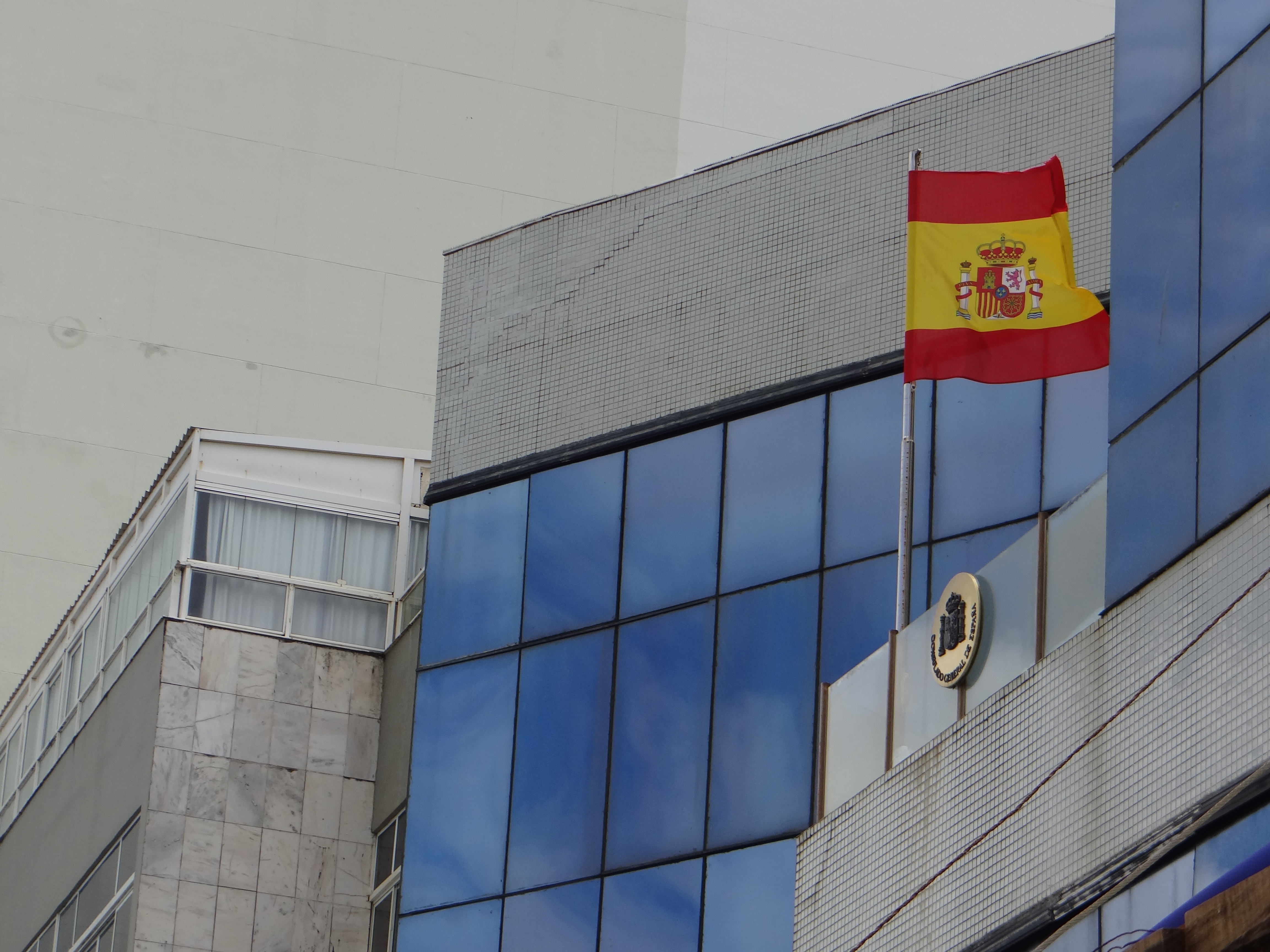
Fachada do Consulado da Espanha em Salvador

Esta é uma lista de consulados em Salvador, município capital do estado brasileiro da Bahia. Estão relacionados os consulados, mas também outras representações estrangeiras situadas em Salvador, como agências consulares e centros culturais. Segundo informações da Prefeitura Municipal de Salvador, haviam 26 consulados no município em 2015, sendo de países de quais todos os continentes (exceto a Oceania).
No entorno metropolitano, o Consulado Honorário da Bélgica está situado em Lauro de Freitas, município vizinho a Salvador. Para além das representações de Estados soberanos estrangeiros, na Praça Tomé de Souza, funciona desde 26 de novembro de 2010 dentro do Elevador Lacerda o Escritório Compartilhado das Nações Unidas (ou Casa da ONU), em que estão cinco organizações do Sistema das Nações Unidas — a Organização Internacional do Trabalho (OIT), o Fundo das Nações Unidas para a Infância (Unicef), o Fundo de População das Nações Unidas (UNFPA), o Fundo Internacional de Desenvolvimento Agrícola (FIDA) e o Programa das Nações Unidas para o Desenvolvimento (PNUD). Há ainda instituições culturais e de outros campos em Salvador formadas por imigrantes ou não, mas sem vínculo direto com os Estados soberanos, portanto, ficam excluídas da lista, tal como a Associação Cultural Brasil-Estados Unidos (ACBEU), a Real Sociedade Portuguesa de Beneficência Dezesseis de Setembro, a Sociedade Cemitério Federação, a Sociedade da Igreja de São Jorge e Cemitério Britânico, a Associação Cultural Hispano-Galega Caballeros de Santiago e a Real Sociedade Espanhola de Beneficência.

## Lista
| Estado soberano de origem ou organismo internacional | Representação estrangeira                  | Localização            | Fontes        |
| ---------------------------------------------------- | ------------------------------------------ | ---------------------- | ------------- |
| Alemanha                                             | Consulado Honorário da Alemanha            | Vitória                | [ 17 ]        |
| Angola                                               | Casa de Angola                             | Nazaré                 | [ 18 ]        |
| Argentina                                            | Consulado da Argentina                     | Chame-Chame            | [ 19 ]        |
| Áustria                                              | Consulado Honorário da Áustria             | Jardim Armação         | [ 20 ]        |
| Bélgica                                              | Consulado Honorário da Bélgica             | Lauro de Freitas       | [ 21 ]        |
| Benim                                                | Casa do Benin                              | Baixa dos Sapateiros   | [ 22 ]        |
| Chéquia                                              | Consulado Honorário da República Tcheca    | Horto Florestal        | [ 23 ]        |
| Chile                                                | Consulado Honorário do Chile               | Avenida Tancredo Neves | [ 24 ]        |
| Colômbia                                             | Consulado Honorário da Colômbia            | Barra                  | [ 25 ]        |
| Coreia do Sul                                        | Consulado-Geral Honorário da Coreia do Sul | Boca do Rio            | [ 26 ]        |
| Costa do Marfim                                      | Consulado Honorário de Costa do Marfim     | Horto Florestal        | [ 27 ]        |
| Dinamarca                                            | Consulado Honorário da Dinamarca           | Comércio               | [ 28 ]        |
| Espanha                                              | Consulado-Geral da Espanha                 | Canela                 | [ 29 ]        |
| Estados Unidos                                       | Agência Consular dos EUA                   | Avenida Tancredo Neves | [ 30 ] [ 31 ] |
| Finlândia                                            | Consulado Honorário da Finlândia           | Comércio               | [ 32 ]        |
| França                                               | Consulado Honorário da França              | Ladeira da Barra       | [ 33 ]        |
| Gana                                                 | Casa de Gana                               | Pelourinho             | [ 34 ]        |
| Grécia                                               | Consulado Honorário da Grécia              | Comércio               | [ 35 ]        |
| Guatemala                                            | Consulado Honorário da Guatemala           |                        | [ 36 ]        |
| Hungria                                              | Consulado Honorário da Hungria             | Jardim Apipema         | [ 37 ]        |
| Israel                                               | Sociedade Israelita                        | Pituba                 | [ 38 ]        |
| Itália                                               | Consulado Honorário da Itália              | Campo Grande           | [ 39 ]        |
| Japão                                                | Consulado-Geral Honorário do Japão         | Campinas de Brotas     | [ 40 ]        |
| Nigéria                                              | Casa da Nigéria                            | Pelourinho             | [ 41 ]        |
| Noruega                                              | Consulado Honorário da Noruega             | Comércio               | [ 42 ]        |
| Peru                                                 | Consulado Honorário do Peru                | Ondina                 | [ 43 ]        |
| ONU                                                  | Escritório Compartilhado das Nações Unidas | Centro Histórico       | [ 44 ]        |
| Portugal                                             | Consulado-Geral de Portugal                | Garibaldi              | [ 45 ]        |
| Reino Unido                                          | Consulado Honorário do Reino Unido         |                        | [ 46 ]        |
| Roménia                                              | Consulado-Geral Honorário da Romênia       | Horto Florestal        | [ 47 ]        |
| Suécia                                               | Consulado Honorário da Suécia              | Avenida Paralela       | [ 48 ]        |
| Suíça                                                | Consulado Honorário da Suíça               | Horto Florestal        | [ 49 ]        |